# 奥托·施塔普夫
奥托·施塔普夫（Otto Stapf，1857年3月23日—1933年8月3日）为奥地利植物学家和分类学家。

## 生平
1890年，奥托·施塔普夫来到英国皇家植物园。1909年至1920年，他担任植物标本馆管理员。1927年，他被授予了林奈奖章。
1908年5月，他当选为英国皇家学会院士。当时的提名简介为：
|  | 英国皇家植物园首席助理。他精通所有的植物科学分类，并因他工作的完整性而著名。他的许多著作已在植物学分类系统领域占有非常重要的地位。在他来英国之前，他花了9个月的时间对波斯进行植物学考察。他主要的著作有： - 《Botan Ergebnisse der Polak'schen Expedition nach Persien》（维也纳，皇家学院，1885年至1886年）； - 《Beitrage zur Flora v Lycien, Carien u Mesopotamien》（同上，1885年至1886年）； - 《麻黄属物种》（Die Arten der Gattung Ephedra，同上，1889年）； - 《胡麻科与角胡麻科》（Pedaliaceae and Martyniaceae，Engler u Prantl Naturliche Pflanzen-familien，1895年）； - 《北婆罗洲基纳巴卢山植物志》（Flora of Mount Kinabalu in North Borneo，Trans Linn Soc，1894年）； - 《梨竹》（Melocanna bambusoides，同上，1904年）； - 《Sararanga sinuosa的结构》（Structure of Sararanga sinuosa，Journ Linn Soc，1896年）； - 《Dicellandra and Phaeoneuron》（同上，1900年）； - 《印度乌头专著》（Monograph of the Indian Aconites，加尔各答皇家植物园，1905年）。 在胡克的《Icones plantarum》中约有100个板块；禾本科的一部分（《英属印度植物志》，1897年）；夹竹桃科（《非洲热带植物志》，1904年）；禾本科（《Flora Capensis》，1897年至1900年）；狸藻科（同上，1904年）；胡麻科（同上，1904年）。 |